# ليو كاي
ليو كاي (بالصينية: 刘凯) هو لاعب كرة قاعدة صيني، ولد في 11 أكتوبر 1987 في تيانجين في الصين.

## وصلات خارجية
- ليو كاي على موقع أوليمبيديا (الإنجليزية)